# 五条為成
五条為成（ごじょう ためなり、享保元年（1716年）8月1日 - 宝暦9年（1759年）10月22日）は、江戸時代中期の公卿。

## 官歴
- 享保13年（1728年）：従五位下、文章得業生、侍従
- 享保15年（1730年）：従五位上
- 享保17年（1732年）：正五位下
- 享保19年（1734年）：正五位上
- 享保20年（1735年）：文章博士
- 元文2年（1737年）：従四位上、少納言
- 元文4年（1739年）：大内記
- 寛保元年（1741年）：正四位下
- 延享2年（1745年）：従三位
- 寛延元年（1748年）：右大弁
- 寛延3年（1750年）：正三位
- 宝暦2年（1752年）：踏歌外弁
- 宝暦3年（1753年）：参議
- 宝暦6年（1756年）：従二位
- 宝暦8年（1758年）：権中納言

## 系譜
- 父：五条為範
- 母：園基勝の娘
- 弟：園基実
- 弟：清岡長香
- 弟：桒原長視
- 子：五条為俊